# Iwerne Stepleton
Iwerne Stepleton est une paroisse civile du Dorset, en Angleterre.